# (3452) Hawke
(3452) Hawke (1980 OA) – planetoida z pasa głównego asteroid okrążająca Słońce w ciągu 3,42 lat w średniej odległości 2,27 j.a. Odkrył ją Edward Bowell 17 lipca 1980 roku.